# Pat Magnum
Pat Magnum (appelé Mick Vince dans ses premières apparitions) est un héros de bandes dessinées petit format, dont les aventures, parues dans Super Flic, ont été successivement dessinées par Suat Yalaz puis Vince Vita au cours des années 1980. De son vrai nom Patrick Denner, il s'agit d'un détective privé qui compte sur ses talents de séducteur.
Il existe actuellement une petite communauté de fans de ce personnage, principalement pour la pauvreté scénaristique de ses aventures qui le rendrait ridicule, et souvent, un dessin considéré comme bâclé.